# Aleksej Rybalkin
Aleksej Rybalkin (Russisch: Алексей Рыбалкин; Taganrog, 16 november 1993) is een Russisch wielrenner die als beroepsrenner reed voor Gazprom-RusVelo.

## Overwinningen
2011
2e etappe deel B Ronde van Besaya
2014
Bergklassement Ronde van Portugal van de Toekomst
2015
Jongerenklassement Ronde van Madrid
Jongerenklassement Ronde van Portugal

## Resultaten in voornaamste wedstrijden
| Jaar | Ronde van Italië | Ronde van Frankrijk | Ronde van Spanje |
| ---- | ---------------- | ------------------- | ---------------- |
| 2016 | 106e             |                     |                  |
| 2017 |                  |                     |                  |
| 2018 |                  |                     |                  |
| 2019 |                  |                     |                  |
| 2020 |                  |                     |                  |

| Jaar | Ronde van Lombardije |
| ---- | -------------------- |
| 2016 |                      |
| 2017 |                      |
| 2018 |                      |
| 2019 | opgave               |
| 2020 | 63e                  |

## Ploegen
- 2012 –  Lokosphinx (vanaf 6-7)
- 2013 –  Lokosphinx
- 2014 –  Lokosphinx
- 2015 –  Lokosphinx
- 2016 –  Gazprom-RusVelo
- 2017 –  Gazprom-RusVelo
- 2018 –  Gazprom-RusVelo
- 2019 –  Gazprom-RusVelo
- 2020 –  Gazprom-RusVelo

Botsjkov · Karpenkov · Neoestrojev · Rybalkin · Sjaloenov · Sjilov · Sokolov · Svesjnikov · A.Vdovin · S.Vdovin
Arslanov · Bojev · Firsanov · Foliforov · Jersjov · Jevtoesjenko · Koerbatov · Koestadintsjev · Kolobnev · Majkin · Manakov · Nikolajev · Nytsj · Ovetsjkin · Rybalkin · Savitski · Serov · Sjaloenov · Solomennikov · Stasj · Svesjnikov · Zakarin
Arslanov · Bojev · Broett · Firsanov · Foliforov · Jersjov · Kozontsjoek · Lagoetin · Majkin · Nikolajev · Nytsj · Ovetsjkin · Porsev · Rovny · Rybalkin · Savitski · Sjaloenov · Solomennikov · Svesjnikov · Troesov · Vorobjov · Zakarin · Kobernjak (stagiair) · Koerjanov (stagiair) · Tsjerkasov (stagiair)
Arslanov · Bojev · Firsanov · Foliforov · Kobernjak · Koerjanov · Kozontsjoek · Lagoetin · Majkin · Nytsj · Porsev · Rovny · Rybalkin · Sjaloenov · Sjilov · Troesov · Tsjerkasov · Vlasov · Koelikov (stagiair) · Koelikovski (stagiair) · Nekrasov (stagiair)
Arslanov · Bojev · Jevtoesjenko · Kobernjak · Koelikov · Koelikovski · Koerbatov · Koerjanov · Nekrasov · Nytsj · Porsev · Rikoenov · Rovny · Rybalkin · Sjaloenov · Sjilov · Stasj · Tsjerkasov · Vlasov · Vorobjov · Landi (stagiair) · Popov (stagiair) · Vitoerin (stagiair)
Bojev · Canola · D. Cima · I. Cima · Karaljok · Koelikov · Koelikovski · Koerjanov · Koezmin · Koeznetsov · Nekrasov · Nych · Rikoenov · Rovny · Rybalkin · Scaroni · Sjaloenov · Strachov · Tsjerkasov · Tsjernetski · Velasco